# Africaleurodes loganiaceae
Africaleurodes loganiaceae is een halfvleugelig insect uit de familie witte vliegen (Aleyrodidae), onderfamilie Aleyrodinae.
De wetenschappelijke naam van deze soort is voor het eerst geldig gepubliceerd door Dozier in 1934.